# کلیسای ارتدکس اوکراین
کلیسای ارتدوکس اوکراین (اوکراینی: Православна церква України، آوانگاری: Pravoslavna tserkva Ukrayiny) یک کلیسا ارتدکس شرقی خودمختار تا حدی به رسمیت شناخته‌شده‌است که قلمرو آن اوکراین را در برمی‌گیرد.
این کلیسا توسط شورای یکپارچگی در کیف در ۱۵ دسامبر ۲۰۱۸ تأسیس شد و هیئت کلیسایی جدید فرمان خودمختاری کلیسا را توسط پاتریارک جهانی قسطنطنیه در استانبول در ۵ ژانویه ۲۰۱۹ صادر کرد.